# Karabin maszynowy Madsen-Saetter
Madsen-Saetter – duński uniwersalny karabin maszynowy. Poza Danią był produkowany licencyjnie w Indonezji.

## Opis
Madsen-Saetter był bronią samoczynną. Zasada działania oparta na odprowadzaniu części gazów prochowych przez boczny otwór lufy. Broń wyposażona jest w regulator gazowy. Madsen-Saetter strzela z zamka otwartego. Zamek ryglowany przez obrót.
Madsen-Saetter był bronią zasilaną przy pomocy metalowej taśmy nabojowej.
Lufa szybkowymienna, zakończona stożkowym tłumikiem płomienia. Do lufy przymocowana jest komora gazowa z regulatorem gazowym. Podstawa muszki znajduje się pomiędzy tłumikiem płomieni a komora gazową.
Maadsen-Seatter wyposażony był w chwyt pistoletowy i transportowy, oraz nieregulowany dwójnóg. Kolba stała, drewniana. Przyrządy celownicze mechaniczne.
W wersji ckm, Madsen-Saetter był montowany na trójnogu.